# Glucemia
La glucemia es la medida de concentración de glucosa libre en la sangre, suero o plasma sanguíneo. 
Constituye una de las variables más importantes que el organismo regula (homeostasis) en el medio interno.

## Características
A la izquierda las escalas de medida de glucosa en mg/dL y mmol/L.
En vertebrados, la concentración de glucosa libre en la sangre (glucemia) es variable en el transcurso del día. Las variaciones al alza son debidas a la ingesta y la posterior absorción de alimentos.

## Medida
Se toma una muestra de sangre después de al menos ocho horas de la última comida (ayuno).
Los niveles de glucosa en la sangre se expresan en las siguientes unidades: 
- miligramos de glucosa por decilitro (mg/dL) o
- milimoles de glucosa por litro (mmol/L).[3]

Glucemia en ayunas: Determina los niveles de azúcar en sangre tras un ayuno mínimo de 8 horas. Es la primera prueba que se realiza para diagnosticar los trastornos del metabolismo de los hidratos de carbono, especialmente la diabetes mellitus y las hipoglucemias
Glucemia postprandial: Luego de comer, es normal que los niveles de glucosa en sangre se eleven durante las dos primeras horas.

## Niveles de glucosa en sangre
El nivel de glucosa (o azúcar) en sangre (lo cual es la glucemia o glicemia en sí) puede ser medido con un glucómetro. La calificación del estado del paciente dependerá del resultado, según esta tabla:
|                | En ayunas (normalmente 8 horas) | Después de comer (de 10 minutos a 2 horas, variable) |
| -------------- | ------------------------------- | ---------------------------------------------------- |
| Hipoglucemia   | menos de 50 mg/dl               | menos de 50 mg/dl (anómalo)                          |
| Nivel bajo     | 50 a 70 mg/dl                   | 50 a 70 mg/dl (anómalo)                              |
| Nivel adecuado | 70 a 100 mg/dl                  | hasta 140 mg/dl en su punto máximo                   |
| Nivel alto     | 100 a 125 mg/dl                 | 140 a 180 mg/dl en su punto máximo                   |
| Hiperglucemia  | más de 125 mg/dl                | más de 180 mg/dl en su punto máximo                  |

Durante el ayuno, los niveles normales de glucosa oscilan entre 70 y 100 mg/dL (3.9 y 5.6 mmol/l) (normoglucemia). 
Cuando la glucemia es inferior a este umbral se habla de hipoglucemia.
Cuando la glucemia se encuentra entre los 100 y 125 mg/dL (6.9 mmol/l) se habla de glucosa alterada en ayuno, y cuando supera los 126 mg/dL se alcanza la condición de hiperglucemia. 
La hiperglucemia es el indicador más habitual de la diabetes, que se produce como resultado de una deficiencia de insulina, en el caso de la diabetes de tipo I o una resistencia a la insulina, en el caso de la diabetes de tipo II.
Muchas hormonas están relacionadas con el metabolismo de la glucosa, entre ellas la insulina y el glucagón (ambos secretados por el páncreas), la adrenalina (de origen suprarrenal), los glucocorticoides y las hormonas esteroides (secretadas por las gónadas y las glándulas suprarrenales).
El término homeostasis fue propuesto inicialmente por el fisiólogo francés Claude Bernard (1813-1878).
Mantener durante años los niveles altos de glucosa en sangre puede agravar seriamente a largo plazo las complicaciones de la diabetes.